# 죽도동
죽도동(竹島洞)은 대한민국 경상북도 포항시 북구의 동이다. 동해안 최대의 재래시장인 죽도시장이 있으며, 시가지의 중심에 위치하여 교통과 문화, 금융, 의료서비스 등 의 중심 기능을 담당하고 있다.

## 개요
죽도동은 포항 중심로(남빈사거리 - 청암광장)주변 금융기관 및 상권중심을 형성하고 있으며, 동해안 최대의 재래시장으로 죽도시장이 위치한 지역이다. 죽도시장은 점포수 2,000개소, 노점상 700개소, 1일 유동인구 2-3만여명에 이르는 거대한 상권을 이루지만, 도심공동화 현상으로 상주인구가 감소하는 추세에 있다.

## 연혁
- 1949년 8월 15일 : 포항읍이 시로 승격 죽도동
- 1961년 3월 27일 : 죽도동을 죽도1·2동으로 분동
- 1966년 7월 15일 : 죽도1·2동을 죽도동으로 통합개편
- 1970년 11월 9일 : 죽도동을 죽도1·2동으로 분동
- 2009년 1월 1일 : 죽도1·2동을 죽도동으로 통합개편

## 교육 기관
| 학교명       | 소재지                  | 비고                 |
| ------------ | ----------------------- | -------------------- |
| 대잠초등학교 | 북구 중흥로161번길 16   |                      |
| 영흥초등학교 | 북구 죽도로68번길 16-14 |                      |
| 죽도초등학교 | 북구 중흥로 195         |                      |
| 항도중학교   | 북구 중흥로 170         | 구 대신초등학교 부지 |

## 공공 기관
| 기관명     | 소재지          | 비고 |
| ---------- | --------------- | ---- |
| 죽도파출소 | 북구 중흥로 280 |      |

## 금융 기관
| 기관명                       | 소재지                | 비고 |
| ---------------------------- | --------------------- | ---- |
| 교보생명 포항중앙FP지점      | 북구 중흥로 109       |      |
| 국민은행 오광장지점          | 북구 중흥로 207       |      |
| 국민은행 포항지점            | 북구 중앙로 206       |      |
| 농협중앙회                   | 북구 죽도로 31        |      |
| 대구경북농금농협             | 북구 중흥로 300       |      |
| 미래에셋대우 포항지점        | 북구 중흥로 271       |      |
| 한화생명 포항지점            | 북구 중앙로 201       |      |
| 삼성생명 포항지점            | 북구 중흥로 205       |      |
| 삼성증권 포항지점            | 북구 중흥로 307       |      |
| 신한은행 포항남금융센터지점  | 북구 포스코대로 299   |      |
| 현대스위스4저축은행 포항지점 | 북구 중앙로 207       |      |
| 죽도2동새마을금고제2지점     | 북구 중흥로 140       |      |
| 죽도2동새마을금고제1지점     | 북구 중흥로255번길 15 |      |
| 죽도우체국                   | 북구 죽파로 46        |      |
| 중소기업은행 포항남지점      | 북구 포스코대로 271-1 |      |
| 포항농업협동조합             | 북구 중앙로 218       |      |
| 수협 포항남부지점            | 북구 중흥로 273       |      |
| 포항신용협동조합             | 북구 중앙로245번길 8  |      |
| 포항축산협동조합             | 북구 중흥로 241       |      |
| 한화손해보험 신포항지점      | 북구 중앙로 201       |      |

## 주요 시설
| 시설명             | 소재지          | 비고 |
| ------------------ | --------------- | ---- |
| 포항고속버스터미널 | 북구 중앙로 166 |      |
| 죽도시장           | 북구 죽도동     |      |

## 간선 도로
| 구분 | 도로 이름                                                                |
| ---- | ------------------------------------------------------------------------ |
| 대로 | 새천년대로 (국도 제7호선), 포스코대로                                    |
| 로   | 대해로, 상대로, 양학천로, 중앙로, 중흥로, 해동로, 죽파로, 칠성로, 죽도로 |
| 길   | 죽도시장길, 칠성천길                                                     |